# Polykarp Kusch
Polykarp Kusch (26. januar 1911 – 20. marts 1993) var en tyskfødt amerikansk fysiker. Han modtog en delt nobelpris i fysik i 1955 for præcise påvisning af at det magnetiske moment i elektroner er større end den teoretisk værdi, hvilket ledte til revurdering og innovation inden for kvanteelektrodynamik. Den anden halvdel gik til Willis Lamb for hans arbejde med hydrogens spektrum.